# واکو، سایتاما
واکو در استان سایتاما در کشور ژاپن واقع شده‌است  که دارای جمعیت ۷۸٬۵۷۵ نفر و مساحت ۱۱٫۰۴ کیلومتر مربع با تراکم جمعیت ۷٬۱۱۷  نفر در کیلومترمربع است و در تاریخ ۳۱ اکتبر ۱۹۷۰ به عنوان شهر شناخته شد.